# Muranga (hạt)
Hạt Muranga là một hạt thuộc tỉnh Trung ở Kenya. Theo điều tra dân số ngày 24 tháng 8 năm 1999, hạt này có dân số 348304 người. Hạt Muranga có diện tích 930 km². Hạt lỵ đóng tại Muranga.